# Jason Olive
Jason Olive, född 10 februari 1972 i Los Angeles i Kalifornien, är en amerikansk skådespelare. Olive är kanske mest känd från TV-serien The Comeback där han spelar tillsammans med Lisa Kudrow.